# 深夜!天才バカボン
『深夜！天才バカボン』（しんや てんさいバカボン、Late Night! Genius Bakabon）は、赤塚不二夫の漫画『天才バカボン』を原作とするテレビアニメ。テレビアニメとしては、5作品目である。2018年7月から9月までテレビ東京ほかにて放送。前作『レレレの天才バカボン』から18年ぶりかつ原作者である赤塚不二夫の没後では初のテレビシリーズ。

## 製作
| 原作                 | 赤塚不二夫「天才バカボン」                                     |
| 監督・脚本           | 細川徹                                                         |
| 副監督               | 山本天志                                                       |
| キャラクターデザイン | 和田高明                                                       |
| 美術監督             | 東潤一、清水順子                                               |
| 美術設定             | 東潤一                                                         |
| 色彩設計             | 月舘順子                                                       |
| 撮影監督             | 浅川茂輝                                                       |
| 編集                 | 佐々木紘美                                                     |
| 音響監督             | 菊田浩巳                                                       |
| 音楽                 | 末廣健一郎、眞鍋昭大                                           |
| 音楽制作             | テレビ東京ミュージック エイベックス・ピクチャーズ              |
| プロデューサー       | 藤井康詞、小澤一由、土方真 尾崎源太、峯松孝佳、古澤泉 斎藤朋之 |
| プロデューサー       | 溝口僚我（アニメーション）                                     |
| アニメーション制作   | studioぴえろ+                                                  |
| 製作                 | 「深夜！天才バカボン」 製作委員会                              |

### 経緯
2018年5月15日、本作のPVとメインビジュアル、ならびにキャストとスタッフの情報が公開された。
最初に公開されたティザービジュアルでは登場人物の顔を出さないなど、本作のプロモーションは他のアニメとは異なる方法がとられた。
この方針の理由について、「本作は、原作の世界観を踏襲しつつも、新しいストーリーを展開するため、視聴者は番組を見て物語を理解する。このため、事前にストーリーを全部公開すると視聴者の楽しむ要素を奪ってしまう」とstudioぴえろの担当者が述べている。
監督には、赤塚作品の舞台化やテレビアニメ『しろくまカフェ』を手掛けた細川徹が起用された。制作は前作まで担当したstudioぴえろからstudioぴえろ+に交代。なお、ぴえろは製作委員会の一員として本作に携わっている。
アニメ化の経緯について「長年『天才バカボン』と『おそ松くん』を映像化したいという気持ちがあり、皆さんのお力添えで誕生した『おそ松さん』の大ヒットを見て、僕は赤塚不二夫という存在が再評価されたと感じた。なので、このタイミングで『天才バカボン』のアニメ化を実行しようと思った」とstudioぴえろの担当者が振り返っている。
第1話の放送を控えた2018年7月3日には『TVアニメ「深夜！天才バカボン」放送直前特番！〜放送できないから配信でお送りするのだ〜』が公式サイトおよびYouTube内エイベックス・ピクチャーズ公式チャンネルにて配信された。出演は古田新太（パパ役）、日髙のり子（ママ役）、森川智之（本官役）、細川徹（監督）。

### 設定・内容
深夜帯を放送時間に選んだ理由について、studioぴえろの担当者は「朝や夕方では本作の尖った部分を出すことができないと思う」とエイベックスとのインタビューの中で述べている。
キャラクターや背景は、愛らしさを出すためにポップな色彩で描かれている。また舞台は現代に変更されている。
原作を元にしたエピソードは10話のみだが、ゲストキャラクターのデザインは原作を流用しているものがある。

### 演技・キャスティング
キャストおよびスタッフは前作から変更されており、バカボンのパパ役には古田新太が起用された。またバカボンのママ役は赤塚からの要望により過去4作のテレビアニメで一貫して担当していた増山江威子から、日髙のり子に変更されている。
バカボン役は入野自由が起用されており、バカボンを男性声優が演じるのは本作が初となる。入野は本作への出演を熱望しており、「役が決まった際はとにかくうれしかった」と振り返っている。入野はオーディションの時から高いトーンの声でバカボンを演じるよう指示を受けており、演技時に気をつける点として「その幅で感情も表現しなくてはならないが、幅にこだわりすぎてもいけない」ということを挙げている。また、入野は「使ったことのない声だったので、当初は不安を感じていた。でも、いざ収録に入るとバカボンとして他のキャストと芝居できたので、今は楽しんでいる」と述べている。

## 登場人物

### 主要人物
バカボンのパパ
声 - 古田新太
第1話の大半および第11話Aパート冒頭では声の担当が異なる（#第1話、#実在の人物、#第11話を参照）。
基本的にはボケ役だが、回や状況によってはツッコミ役になることがある。家族想いで、特にバカボンのために奔走する事も多い。
基本的に無職だが、例外的に第9話「リアル天才バカボン」で描かれたリアルな現実世界では、遊びに出かけるフリをして働いていた。また、第11話では家族のために職に就くまで帰らないと出掛けて物語を終えるも、次回予告で次の第12話が最終回と知り、「最終回らしい話にしたのに」とぼやいていた。
バカボン
声 - 入野自由
パパの悪ふざけに便乗したり、それに呆れることも多々あるが、それを除けば典型的な現代っ子な性格。パパと遊ぶのが大好き。
クラスメートにパパをバカにされ、「バカじゃないパパがいい」と歴史改変でパパを天才のままにしようとするが、結局バカなパパが一番と気づく。
ママ
声 - 日髙のり子
やや天然気味だがしっかりしており、パパの無茶を受け流したりする。パパと結婚してずっと幸せだと語る。
ハジメ
声 - 野中藍
天才児で科学や数学、機械工学ばかりかファッションにも才能を発揮する。パパの無茶な発言を軽く受け流し突っ込む。
第10話でタイムマシンを発明し、第11話ではそのタイムマシンでパパを天才のままにした結果、タイムパラドックスが発生。バカボンに全てを託して消滅してしまったが、バカボンと赤ちゃんパパがタイムパラドックスを阻止したことで事なきを得た。
第4話Aパート、第9話Bパート、第10話冒頭では声の担当が異なる（#第4話、#第9話を参照）。
本官
声 - 森川智之
これまでのシリーズでは「本官さん」と呼ばれていたが、本作では「本官」となっている。
作中では自他共に「目ン玉つながりのおまわりさん」とも呼んでいる。本作ではパパを「オヤジ」と呼び、割りと親しい様子も見せる。発砲の他にセクハラと脱衣が好きで、性格は幼少期から変わっていない。
第9話Bパートで描かれた「リアル天才バカボン」では、発砲のしすぎで収監され、仮釈放もままならない状態。面会に来たパパの相談相手になる。この時は目が離れていた。
第10話の2048年の未来では、目に見えて分かる形では登場せず、その時の思い出話をした時に「俺の事、忘れてただろ!?」とパパを怒った。その際、パパが手術で自身につけたマイクの接続ケーブルが本官の台詞に連動して動いていた。
第12話では番組を乗っ取って自分が主役になろうとし、同話Bパートにて「巡査 目ン玉つながりのおまわりさん」で実現するも、結局は自分のいいようにはいかず追い詰めた犯人に射殺され、体だけがイケメンのまま成仏した。もっとも、すぐ元通りに登場する様子。
レレレのおじさん
声 - 石田彰
本作ではパパや本官から「レレレ」と呼ばれている。また、これまでのシリーズと比べて頭身が高くなっている。
第9話Bパートで描かれた「リアル天才バカボン」では、老人ホームで暮らしている。
第10話の2048年の未来では、ホログラムになっていた。
第12話では引退を考えており、パパに自分の立場を譲ろうとしたがあっさり断られた。
第2話Bパートでは本官に射殺され、第12話Bパートで本官さんを射殺している。
ウナギイヌ
声 - 櫻井孝宏
本作ではやたらコンプライアンスを気にすることが多く、作中人物へのツッコミや、下品な描写を視聴者に詫びる事も度々ある。
よく登場人物に食べられるが、次の回では元に戻っている。子供がいるが、妻とは別れている模様。
第2話では、Aパートでパパに食べられ、Bパートでは嫉妬した本官さんに射殺される憂き目に合っている。
第10話の2048年の未来では、ロボット化した彼が主役となっている。また、2万180年の時代では文明が崩壊した地球を大量のウナギイヌが埋め尽くしていた。
第12話では自分が考えたコラボ企画や企画書を考察していたが、パパにダメ出しされた。

### ゲストキャラクター

#### 実在の人物
福山潤 / バカボンのパパ
声 - 福山潤
第1話に登場した実在の声優。
パパの新声優オーディションに参加し、第1話中盤でパパ（途中から性転換してママ）の声を担当。
「バカボンのパパ」としては、性転換したり通行人をバカボン役にしたりした後、身内から逮捕者を出そうとしてハジメを警察に引き渡しかけ、ママに大目玉を喰らってしまい元の姿に戻った。
野沢雅子
声 - 野沢雅子
第1話に登場した実在の声優。パパの新声優オーディションに参加。
YOSHIKI（X JAPAN）
声 - 三木眞一郎（第1話）、YOSHIKI（第12話）
第1話Aパートと第12話Bパートに登場した実在のミュージシャン。
登場シーンでは本人からの許可を得たことがテロップで表示され、第1話Aパートでは声が本人ではないことを謝罪した。
第12話Bパートでは本人が声を担当している。
高橋克典
声 - 高橋克典
第3話Aパートと第10話に登場した実在の俳優。
ツジタ監督の映画撮影に参加していた。
タイムマシンで過去に戻った際にも登場。
遠藤憲一
第4話Aパートに登場した実在の俳優。
3D CGになった課金ハジメのモーションアクターを担当。メイキング映像で顔出し出演もしている。
あだち充先生
声 - 三ツ矢雄二
第6話Aパートに登場した実在の漫画家。
パパと旧知であり、パパとのコンビで漫画家デビューを打診され、原案とキャラクターの目以外全ての画を描かされる羽目になる。また、パパに最後までやくみつると混同された挙句、「やくみつるA」に改名させられる。
やくみつる先生
声 - やくみつる
第6話Aパートに登場した実在の漫画家。
パパからの電話であだち充と自身の「やくYみつる」への改名を快諾した。
神谷浩史
声 - 神谷浩史
第7話Bパートに登場した実在の声優。
人気声優になりたいとバカボンに言われ、自ら体験することにしたパパに捕まり、パパのゲップ入りボイスサンプルを録音させられる。最後は本命のバカボンに会いに行ったが当人が声優に飽きたため、帰されてしまった。
坂本龍一
第8話冒頭とBパートで、パパに番組への出演交渉をした実在のミュージシャン。
冒頭でバカボンのパパに電話で出演交渉をしてきたが「本人の登場に飽きた」ため断られる。夜にバカボン家に来るも断られ、夜の街に戦場のメリークリスマスの演奏が響き、そのままエンディングになった。
片平なぎさ
声 - 片平なぎさ
第12話Bパートの「巡査 目ン玉つながりのおまわりさん」に登場した実在の女優。
本官が射殺された現場に片平主演のドラマのように居合わせて、事件を解決した。

#### パパの後輩
課金後輩
声 - 岩崎ひろし
第3話Aパート、第4話Aパートに登場。
名前の通り課金ゲームに金を注ぎ込みすぎて破産している。課金制になったアニメ本編にも金を払っていた。
ゲームデザイナー後輩
声 - 草尾毅
第4話Bパートに登場。
名前の通りゲームデザイナーを務める。パパに擬人化の案を求めに来た。なお、提案全てにその場で全てダメ出しした。
アニメーター
声 - うえだゆうじ
第6話Bパートに登場。
名前の通りアニメーターをしている。パパに「作画崩壊の嵐」が迫っている事を知らせに来て、バカボン一家と共に巻き込まれた。バカボンたちが呼びかけた視聴者のツイートでいいアニメーターが来て作画したことで元に戻った。
プレゼン後輩
声 - 魚建
第7話Aパートに登場。
何でもプレゼンにしないと気が済まない。チンポジを調整する癖がある。パパを間違えて呼び出し、一々プレゼンで説明した。後日パパと一緒に本官に、なぜモテないのかをプレゼンした。

#### 他作品の人物
ブラック・ジャック
声 - 大塚明夫
第1話Aパートに登場した漫画・アニメ『ブラック・ジャック』の登場人物。同作のOVA・テレビアニメ版と同じ声優が担当。
パパに頼まれ、彼とバカボンの整形手術を行う。その際には原作でのみ見られたようなメタセリフも口にしている。登場については手塚プロダクションからの許可を得ており、エンディングに同プロがクレジットされている。
ハローキティ
声 - キティ・ホワイト
「本官の相棒」という設定で第12話Bパートの「巡査 目ン玉つながりのおまわりさん」に登場したサンリオのイメージキャラクター。
声はアニメ版やキャラクターショーと同様、林原めぐみ（クレジットではキティ・ホワイト）が担当しており、演じる林原はアニメ第3作『平成天才バカボン』でバカボンを演じている。

#### 第1話
小倉パパ
声 - 小倉久寛
「昔のままのパパ」という設定で第1話冒頭に登場。
演じる小倉はアニメ第4作『レレレの天才バカボン』でバカボンのパパを演じている。
医者
声 - 多田野曜平
東京上野クリニックの医者。
パパに手術を頼まれるが、自分ではできないので、代わりにブラック・ジャックを呼んだ。
都知事
声 - 後藤哲夫
名前は「座ッ栗 資照」。
「都知事はアニメになっていない間に何人も変わったから」という理由で、ザックリした見た目をしている。町の様子が昔と変わらない事に不満を持った性転換パパに強要され、公園を全てフーターズに変えるために、書類に判子を押しまくる羽目になる。
通行人
声 - 陶山章央
元々はただの通行人だったが、パパによって無理やりバカボンと立場を逆転させられた。その後、逮捕される事をパパに強要され、バカボンを演じることに嫌気がさして逃げ出した。

#### 第2話
実況アナウンサー
声 - 平野義和
「ながら見でも分かるようにして欲しい」との視聴者からの要望に応えるために、パパ・本官・ウナギイヌの会話シーンを実況。その後、合コンに再登場し実況した。
まりん、じゅり、あいか、ゆいな
声 - 太田貴子（まりん）、三瓶由布子（じゅり）、加藤英美里（あいか）、金田アキ（ゆいな）
本官の合コン相手。
金髪ツインテールがまりん、目隠れショートヘアがじゅり、ストレートヘアがあいか、盛り上がりヘアがゆいな。

#### 第3話
ツジタツジオ
声 - 高木渉
映画監督。天才バカボンのファン。
バカボン一家で映画を撮りたいと言い出し、限りなくヤラセに近い演出の強要で、パパを怒らせ、人間の内面を撮りたいと言い出したのでパパに胃カメラを突っ込まれ、自らの内面を映される。
理想の妹
声 - 高橋未奈美
バカボンが欲しがった妹。カチューシャをしている。
ペットショップの店主
声 - 高橋伸也
子連れの父親、子供
声 - 高木渉（父親）、中友子（子供）

#### 第4話
課金ハジメ
声 - 大塚芳忠
課金システムを知ったパパにより、アニメ本編を課金制にし、視聴者に課金されたことでレベルアップし声が大幅に変わったハジメ。更なるレベルアップで見た目もどんどん変わった。
ゆとり警官
声 - 橘潤二
本官と同じ交番に勤務している、ゆとり世代の警官。
本官が夜食にチャーシューメンを食べようとした時に、「うんこ男子」のテレビアニメを見はじめ、本官をドン引きさせた。
「幕末迷惑文男子」の登場人物
声 - 橘潤二（1億円当選メール、田中）、森川智之（割り切ったお付き合い）、入野自由（新しい下着）、櫻井孝宏（童貞みっけ）
パパが考案した、迷惑メールを擬人化したゲーム企画「幕末迷惑文男子」に登場。
物理法則のゲームの登場人物
声 - 日髙のり子（慣性の法則）、野中藍（フレミングの法則）、遠藤綾（ボイル＝シャルルの法則）
ハジメが考案した、物理法則を擬人化したゲーム企画に登場。
「ドキドキ♡うんこ男子」の登場人物
声 - 遠藤綾（ナデシコ）、櫻井孝宏（ふつうのうんこ）、森川智之（かたいうんこ）、橘潤二（コロコロうんこ兄弟）、入野自由（おなかをくだしたうんこ）、古田新太（バリウムうんこ）
パパが考案した、うんこを擬人化したラブコメ風のゲーム「ドキドキ♡うんこ男子」に登場。
その場でダメ出しされたものの、結局ゲーム化され、「うんこ男子 ドキドキ♡シェアハウス」というタイトルでTVアニメも放送された。
以降も作中のテレビ画面に度々映っているほか、第10話の予告後にも、次週からの新番組とのウソ予告で再登場した。

#### 第5話
バカカタ
声 - 小野大輔
テレビ東京のプロデューサー。
第4話のED後の次回予告で先行登場していた。この時はパパが面倒くさがったので入れなかった。
「深夜なんか誰も見てないから好きにやっていい」と豪語し、パパたちに放送できない内容にチャレンジするよう要求。自ら全裸になり画面に映り、静止画のまま番組を進行しようとした。マジックミラー号でお台場に向かおうとした途中、部長に呼び出され、チロルチョコを退職金としてクビを言い渡された。
なお、本編のあとの余った時間を自ら埋めるべくラストに登場した。第8話Aパートのひな壇のゲストで再登場した。
鯨を食べるらしい。
部長
声 - 楠見尚己
テレビ東京の部長。
第5話がひどいので、それまでの話数を全て見て、模範的な作品に軌道修正した。
カップル
声 - 上田燿司（カップル男）、斎藤桃子（カップル女）
模範的な番組をやろうとしているパパ達の前に、ラブホテルに行くために自転車の二人乗りで現れ、注意される。
女は喫煙も注意され、パパに模範的に修正された結果、しらす丼を食べながら男の乗る自転車を追いかけて走る状態にされ退場した。
ナレーション
声 - 清水はる香
模範的なナレーションを行う。

#### 第6話
アシスタント
声 - 冨永みーな
あだち充先生のアシスタント。
バカボンのパパのいう事に一々乗ってくる。
編集者
声 - 青山穣
頭がマッチに似ている。
最後スランプになったパパに頭を点火させられる。

#### 第7話
受付嬢
声 - 大坪由佳
録音オペレーター
声 - 原由実

#### 第8話
店員
声 - 國立幸
夜のイヌ
片手で逆立ちしている犬。
2話Bパート以降、イメージカットや夜の風景に登場していた。
本官たちの、活躍したいという要望でトーク番組風になった際に、ひな壇を埋めるためにゲストとして、バカカタやタコ橋一生とともに呼ばれてきた。
タコ橋一生
声 - 小野坂昌也
元不動産屋勤務のタコ。
ひな壇のゲストに呼ばれてきた。事故物件のトークが好評で、話したがる本官さんのお株を奪ってしまう。
ウナマキトカゲ、ウナパーギーパー、人面ウナギ、ウナちゃん、ウナパカ
声 - 櫻井孝宏
ウナギイヌの異父兄弟。ウナギイヌの母（ウナギ）の十七回忌の法事に来た。
父親はそれぞれエリマキトカゲ、ウーパールーパー、人面魚、タマちゃん、アルパカで、かつて世間で話題になった動物たちになっている。
ウナギイヌの娘
声 - 櫻井孝宏
2話Aパートで言及された娘。
バカズミを彼氏として父に紹介した。母親が何の動物かは、作中では明かされていない。
バカズミ
声 - 鈴村健一
エイベックスのプロデューサー。
ウナギイヌの娘との結婚を考えている軽薄な人間の男性。

#### 第9話
マンションの住人
声 - 斉藤貴美子
本官に「隣のアパートがうるさい」から何とかしてほしいと頼む。
当の本官はTVの焼き肉を見ながらご飯を食べているのを邪魔され、逆切れし、後日週刊誌の記事になってしまった。
パパが呼び掛けた「町の人の声」にも画像と音声を加工した状態で参加した。
監察官
声 - 飛田展男
本官に警察として相応しいかテストを行い、本官が不適当な回答ばかりし、さらにパパに「町の人の声」を聞くように促され、それも「漫画の世界ですら迷惑」という評判だったため懲戒免職にした。
書記官
声 - 利根健太朗
大人のバカボン（山田一郎）
声 - 入野自由
「リアル天才バカボン」での成人したバカボン。
苗字がなく、まともでない名前のため、就職もままならず、ハジメに金をせびりつつアルバイトを探している。性格も荒んでおり、猫を下駄にしようとして警察に逮捕されたパパに愛想を尽かし、一度は家を出ようとする。しかし、パパが実は生活のために密かに働いていた事と、自分の戸籍の名前を「山田一郎」にしてくれていた事実を知って家に戻り、子供の頃のように着物を着て、パパと遊ぶ。
第10話アバンでは先の遊びで警察に逮捕されパパ共々ハジメに引き取られている。なお、ママはバカボンたちが大人になった時点で故人となっている。
なお「山田一郎」という名前はかつて赤塚不二夫が一時的に使っていたペンネームと同じ名前であり、戸籍に記載された誕生日の「9月14日」も赤塚不二夫と同じものである。
大人のハジメ
声 - 内山昂輝
「リアル天才バカボン」での成人したハジメ。
社会人で既に結婚しており、子供が生まれたばかり。バカボン同様荒んだ性格に成長しており、実家にはあまり顔を出しておらず、度々金をせびるバカボンには内心辟易している。
第10話のアバンタイトルでは警察にバカボンたちを引き取りに来るが、相変わらずな彼らに愛想を尽かす。しかし当人も仕事先をリストラされたらしき描写があり、更に家庭裁判所から電話が掛かってくる。
外国人店員
声 - 野中藍
「リアル天才バカボン」に登場するレストランで働く外国人店員。独特なイントネーションで喋る。

#### 第10話
電話の声
声 - 橘潤二
ロボウナギイヌ
声 - 櫻井孝宏
2048年のウナギイヌ。
なぜか機械化していて目からビームを発射して突っ込みを入れる。
この時代では『深夜！天才ウナギイヌ』の主人公になっており、複数のクローン体が人類に反旗を翻す。
2048年のバカボン一家
声 - 入野自由（2048年のバカボン）、日髙のり子（2048年のママ）、野中藍（2048年のハジメ）
『深夜!天才ウナギイヌ』のサブキャラになったバカボン一家。
外見は現在と変わらないが、新たに長男の「吉田くん」が設定された代わりに、パパがいなくなった。
吉田くん
声 - 坂本千夏
2048年のバカボン一家の長男。
演じた坂本は第3作『平成天才バカボン』でハジメを演じている。

#### 第11話
ニセパパ
声 - Kelvin Burnes
冒頭で別人の声になったパパ。
本人は声を変えたまま通そうとしたが、簡単にバレたためすぐに元に戻った。
赤ちゃんパパ
声 - 大谷育江
ハジメを越える天才児だった生後2ヶ月のパパ。
原作では散歩中にくしゃみしたことで頭の歯車が外れて今のバカになってしまったが、それをウナギイヌから聞いたバカボンとハジメがタイムマシンで過去に行ってくしゃみを阻止する。ところがこれにより歴史が変わって、バカボンとハジメが消滅の危機に陥ったため、それを知った赤ちゃんパパが自らバカになることを承諾した。
なお、頭の歯車は現在のパパが取り戻すが、バカボンに「いらないよ」と言われる。
パパのパパ
声 - 富田耕生
幼児時代のパパの父親。
演じた富田は第3作『平成天才バカボン』でバカボンのパパ役を演じている。
若い女性
声 - 清水はる香
幼児本官に抱きつかれそうになり嫌悪を顕にする。
梅干し仮面
声 - 中村悠一
原作漫画にも登場するパパの幼児時代を実況する落書きのようなキャラクター。しかし、歴史を元に戻すためにバカボンと赤ちゃんパパに仕方なく協力した。
原作では「ウメボシ仮面」表記。
大天才パパ
声 - 古田新太
歴史を変えた事でバカにならずに済み、成長して大天才になったパパ。
様々な発明で会社を興し、町中に肖像が並ぶ程の著名人になったがママには求婚されず、ちがうママを妻にしていた。
一方でママは別の男性と結婚し、一児をもうけていた。これによりバカボンとハジメが生まれなくなるタイムパラドックスが起きてしまった。
ちがうママ
声 - 斉藤貴美子
大天才パパの妻。美人。
自宅に不法侵入してきたバカボン達を大天才パパと共に通報した。

## 主題歌
オープニングテーマ
「BAKA-BONSOIR!」（第1話、第3話 - 第12話）
作詞・作曲・編曲 - TECHNOBOYS PULCRAFT GREEN-FUND
歌 - B.P.O -Bakabon-no Papa Organization-（古田新太、入野自由、日髙のり子、野中藍、森川智之、石田彰、櫻井孝宏）
バカボン一家、本官、レレレのおじさん、ウナギイヌ達レギュラーが歌っている。第1話のみ映像が異なる。
主題歌のアニメーションは出だしの「バ～カボンボン」にあわせて「バカ」→「ボン」→全体の順でタイトルテロップを写すものだった。ロゴ左端の英語表記はGenius Bakabonではなく「KONBANNYA（コンバンニャ）」。
「おれはバカボンのパパ」（第2話）
作詞 - 細川徹 / 作曲・編曲 - 眞鍋昭大 / 歌 - ハセガワダイスケ
バカボン一家がロボットになる映像となっている。

エンディングテーマ
「風は吹いている」（第1話 - 第7話、第9話 - 第12話）
作詞・歌 - ケツメイシ / 作曲 - ケツメイシ、Tasuku Maeda / 編曲 - Tasuku Maeda
なお、エンディングムービーとして曲に合わせて7枚の静止画が表示される。また、このムービーで使用するイラストを視聴者から公募する企画も行われ、第10話で使用された。第4話では3DCGになった課金ハジメが劇中で披露したモーションがエンディングムービーになり、第6話・第9話では本編に挿入、第8話・第10話では挿入歌として使用された。
「戦場のメリークリスマス」（第8話）
作曲 - 坂本龍一 / 編曲 - 眞鍋昭大

挿入歌
「『うんこ男子』テーマソング」（第4話）
作詞 - 細川徹 / 作曲・編曲 - 眞鍋昭大 / 歌 - ハセガワダイスケ
「BAN☆BAN☆パーティ」（第12話）
作詞 - 細川徹 / 作曲・編曲 - 眞鍋昭大 / 歌 - 本官（森川智之）

## 各話リスト
| 話数   | サブタイトル                   | 絵コンテ            | 演出                  | 作画監督                                                                           | 放送日         |
| ------ | ------------------------------ | ------------------- | --------------------- | ---------------------------------------------------------------------------------- | -------------- |
| 第1話  | ひさしぶりにアニメになったのだ | - 細川徹 - 山本天志 | 山本天志              | Kim Yoo Mi Hue Hey Jung                                                            | 2018年 7月11日 |
| 第2話  | 総集編                         | 山本天志            | - 藤本義孝 - 山本天志 | 武内啓 櫻井司                                                                      | 7月18日        |
| 第2話  | 本官の合コン                   | 山本天志            | - 藤本義孝 - 山本天志 | 武内啓 櫻井司                                                                      | 7月18日        |
| 第3話  | 映画に出るのだ                 | - 細川徹 - 山本天志 | 山本天志              | 和田高明                                                                           | 7月25日        |
| 第3話  | 3人目がほしいのだ              | - 細川徹 - 山本天志 | 山本天志              | 和田高明                                                                           | 7月25日        |
| 第4話  | 課金！天才バカボン             | 山本天志            | 山本天志              | 櫻井司                                                                             | 8月1日         |
| 第4話  | 擬人化するのだ                 | 山本天志            | 山本天志              | 櫻井司                                                                             | 8月1日         |
| 第5話  | 深夜の限界に挑戦する           | 宮崎なぎさ          | 村山靖                | 鈴木伸一                                                                           | 8月8日         |
| 第5話  | テレ東からの呼び出し           | 宮崎なぎさ          | 村山靖                | 鈴木伸一                                                                           | 8月8日         |
| 第5話  | 模範的な深夜！天才バカボン     | 宮崎なぎさ          | 村山靖                | 鈴木伸一                                                                           | 8月8日         |
| 第6話  | 漫画家になるのだ               | 山本天志            | 山本天志              | Kim Yoo Mi Hue Hey Jung Park Yang Wook                                             | 8月15日        |
| 第6話  | アニメは大変なのだ             | 山本天志            | 山本天志              | Kim Yoo Mi Hue Hey Jung Park Yang Wook                                             | 8月15日        |
| 第7話  | プレゼンしますのだ             | 山本天志            | 上原秀明              | 岡村正弘 櫻井司                                                                    | 8月22日        |
| 第7話  | 人気声優になりたいのだ         | 山本天志            | 上原秀明              | 岡村正弘 櫻井司                                                                    | 8月22日        |
| 第8話  | 活躍したいのだ                 | 影山楙倫            | 影山楙倫              | Kang Ji Su Kim Yoo Mi Kim Da Hee Lee Young Mi Park Yang Wook                       | 8月29日        |
| 第8話  | ウナギイヌの法事               | 影山楙倫            | 影山楙倫              | Kang Ji Su Kim Yoo Mi Kim Da Hee Lee Young Mi Park Yang Wook                       | 8月29日        |
| 第9話  | 本官の適性テストなのだ         | 宮﨑なぎさ          | - 友田政晴 - 山本天志 | 竹内アキラ 和田高明                                                                | 9月5日         |
| 第9話  | リアル天才バカボン             | 宮﨑なぎさ          | - 友田政晴 - 山本天志 | 竹内アキラ 和田高明                                                                | 9月5日         |
| 第10話 | 天才ハジメ                     | 宮﨑なぎさ          | 上原秀明              | 和田高明 Kang Ji Su Kim Yoo Mi Kim Da Hee Lee Young Mi Park Yang Wook Shin Hey RAN | 9月12日        |
| 第11話 | みなさん、さようならなのだ     | 宮﨑なぎさ          | 山本天志              | 櫻井司 竹内アキラ 新田靖成 佐藤浩一                                                | 9月19日        |
| 第12話 | ほんとうの最終回なのだ         | 影山楙倫            | 村山靖                | 鈴木伸一 小林ゆかり 竹内アキラ 櫻井司                                              | 9月26日        |

## 放送局
| 放送期間                | 放送時間                     | 放送局       | 対象地域   | 備考                          |
| ----------------------- | ---------------------------- | ------------ | ---------- | ----------------------------- |
| 2018年7月11日 - 9月26日 | 水曜 1:35 - 2:05（火曜深夜） | テレビ東京   | 関東広域圏 | 製作参加                      |
|                         |                              | テレビ大阪   | 大阪府     |                               |
|                         | 水曜 3:05 - 3:35（火曜深夜） | テレビ愛知   | 愛知県     |                               |
| 2018年7月18日 - 10月3日 | 水曜 0:59 - 1:28（火曜深夜） | BSテレ東     | 日本全域   | BS放送 / 第11話までBSジャパン |
| 2018年8月21日 - 11月6日 | 火曜 0:58 - 1:28（月曜深夜） | IBC岩手放送  | 岩手県     |                               |
| 2018年9月2日 - 11月18日 | 日曜 23:30 - 月曜 0:00       | アニマックス | 日本全域   | BS/CS放送 / 字幕放送          |

| 配信開始日    | 配信時間                     | 配信サイト                                                                       |
| ------------- | ---------------------------- | -------------------------------------------------------------------------------- |
| 2018年7月11日 | 水曜 12:00 更新              | dTV あにてれ HAPPY!動画 GYAO!ストア Rakuten TV ビデオマーケット DMM.com music.jp |
| 2018年7月16日 | 月曜 0:00（日曜深夜） 更新   | Paravi Hulu バンダイチャンネル ビデオパス J:COMオンデマンド メガパック GYAO!     |
|               | 月曜 12:00 更新              | dアニメストア U-NEXT アニメ放題                                                  |
| 2018年7月16日 | 月曜 0:30（日曜深夜） 更新   | ニコニコチャンネル                                                               |
|               | 月曜 0:30 - 1:00（日曜深夜） | ニコニコ生放送                                                                   |
| 2018年7月23日 | 月曜 0:00（日曜深夜） 更新   | Netflix                                                                          |

## BD / DVD
| 巻 | 発売日         | 収録話         | 規格品番      | 規格品番     |
| 巻 | 発売日         | 収録話         | BD            | DVD          |
| -- | -------------- | -------------- | ------------- | ------------ |
| 上 | 2018年9月28日  | 第1話 - 第6話  | EYXA-12017/8  | EYBA-12013/4 |
| 下 | 2018年11月30日 | 第7話 - 第12話 | EYXA-12019/20 | EYBA-12015/6 |

## 関連映像作品

### 本官の取調室
公式サイトで配信の実写動画。本官が各声優を取り調べる。
| 話数  | ゲスト                       | 配信日        |
| ----- | ---------------------------- | ------------- |
| 第1回 | 櫻井孝宏（ウナギイヌ役）     | 2018年 7月6日 |
| 第2回 | 入野自由（バカボン役）       | 7月20日       |
| 第3回 | 日髙のり子（ママ役）         | 8月3日        |
| 第4回 | 古田新太（バカボンのパパ役） | 8月17日       |
| 第5回 | 野中藍（ハジメ役）           | 8月31日       |
| 第6回 | 森川智之（本官役）           | 9月14日       |

### ウナギイヌのヌルヌル探訪記 ※やらせあり
公式サイトで配信の実写動画。ナレーターは石田彰。着ぐるみのウナギイヌが本作に関係する場所を訪問する。
| 話数  | ロケ地        | 配信日         |
| ----- | ------------- | -------------- |
| 第1回 | フジオプロ編  | 2018年 7月13日 |
| 第2回 | ぴえろ編      | 7月27日        |
| 第3回 | ぴえろ+編     | 8月10日        |
| 第4回 | studio GONG編 | 8月24日        |

### 夜のウナギイヌ
dTV、あにてれで配信のショートアニメ。2018年8月22日より毎週水、土曜配信。全12話。

## 漫画
『月刊サンデージェネックス』（小学館）および『サンデーうぇぶり』にて連載。アニメ版を元にしたコミカライズ作品。内容はほぼアニメ版のエピソードに忠実だが、媒体上一部変更されている箇所もある。
- 原作：赤塚不二夫、作画：あさだみほ、協力：「深夜！天才バカボン」製作委員会 『深夜！天才バカボン』小学館〈サンデーGXコミックス〉、全2巻
  1. 2018年9月19日発売[21]、ISBN 978-4-09-157545-6
  2. 2018年11月19日発売[22]、ISBN 978-4-09-157549-4

## 小説
『小学館ジュニア文庫』（小学館）より発売。ハジメちゃんの視点のノベライズ作品。
- 原作：赤塚不二夫「天才バカボン」、作画：日笠由紀、監修：深夜！天才バカボン製作委員会 『ぼくのパパは天才なのだ「深夜！天才バカボン」ハジメちゃん日記』〈小学館ジュニア文庫〉、全1巻
  - 2018年9月28日発売[23]、ISBN 978-4-09-231262-3

## ゲーム
養ウナギイヌ（やしなウナギイヌ）
2018年6月7日より、公式サイトにて配信されている。
深夜！天才バカボンのQ-パパからの挑戦状なのだ-
スマートフォン用ゲームアプリ。2018年8月3日に配信が開始されたパズルゲーム。
深夜！天才バカボン バカーリングで対戦なのだ！
スマートフォン用ゲームアプリ。2018年9月25日に配信が開始されたカーリングゲーム。